# Ne oživljavaj
U medicini, ne oživljavaj ili NO (engleski: do not resuscitate, DNR), u Americi još poznat I kao No Code, pravna je odredba napisana ili u bolnici ili u pravnom obrascu kako bi se poštivale želje pacijenta o neprovođenju kardiopulmonalnog oživljavanja ili naprednog održavanja života (ACLS) ako bi došlo do zastoja srca ili disanja. Termin „kod” je često korišten u medicini kao sleng za „plavi kod” kojim se zove tim za oživljavanje. Zahtjev NO obično podnose pacijenti ili zdravstveni opunomoćenik i omogućava medicinskom timu da se brine za pacijenta poštujući njegove želje. U zdravstvenoj njezi, „dozvoli prirodnu smrt” ili „AND” je termin koji je sve popularniji jer se odnosi na ono što se čini, a ne na ono što se izbjegava. Neki kritiziraju termin „ne oživljavaj” jer zvuči kao da se uskraćuje nešto veoma važno, dok istraživanja pokazuju da samo 5 % pacijenata koji trebaju ACLS izvan bolnice i samo 15 % pacijenata koji trebaju ACLS u bolnici prežive. Stariji pacijenti, koji žive u staračkim domovima, koji imaju više medicinskih problema ili oni u naprednim stadijima raka imaju mnogo manje šanse za preživljavanje. NO se ne odnosi na terapiju osim na onu koja zahtijeva intubaciju ili kardiopulmonalno oživljavanje. NO pacijenti i dalje primaju kemoterapiju, antibiotike, dijalizu i druge tretmane.

## Alternativna imena
Alternativna imena i kratice za ovu odredbu se koriste ovisno o geografskoj pripadnosti. DNR (Do not resuscitate) česta je kratica u SAD-u i UK-u. U nekim je regijama dodatno pojašnjena kraticom DNI (Do not intubate), iako u nekim bolnicama DNR implicira ne intubiranje. Klinički, većina osoba koje zahtijevaju oživljavanje će trebati intubaciju, zbog čega je samo DNI problematičan. U nekim krajevima SAD-a i UK se uključuje i slovo A, kao u DNAR – „do not attempt resuscitation” (nemoj pokušavati oživljavanje). Promjena podrazumijeva da obitelj ne poistovjećuje pokušaj oživljavanja s uspjehom. S obzirom na to da NO implicira uskraćivanje akcije i stoga odustajanje, neki zagovaraju da se naredba preimenuje u Dopusti prirodnu smrt. Novi Zeland i Australija, kao i neke bolnice u UK, koriste termin NFR ili ne za oživljavanje. Ove se kratice koriste bez točkica iza slova (npr AND/DNR a ne A.N.D./ D.N.R.).
Donedavno u UK bilo je uobičajeno napisati „ne za 222” ili razgovorno „nije za dvojke”. To je bila implicitna bolnička NO odredba, pri čemu je 222 bolnički telefonski broj za tim za reanimaciju.

### Usporedba NO s direktivom o postupanju u budućnosti i živućom oporukom
Direktiva o postupanju u budućnosti i živuća oporuka su dokumenti koje napišu sami pacijenti, kako bi izrazili svoje želje o vlastitoj njezi, kada više ne budu u stanju govoriti sami za sebe. Nasuprot tome, liječnik ili bolničko osoblje koji odrede NO terapiju temeljenu na željama koje je pojedinac prethodno izrazio u vlastitoj direktivi ili živućoj oporuci. Slično tome, u vrijeme kada pojedinac nije u stanju izraziti vlastite želje, ali je prethodno napisao direktivu ili odredio agenta, onda liječnik može odrediti NO terapiju na zahtjev agenta tog pojedinca.
Različite situacije su nabrojane u primjeru NO prezentiranoj na ovoj stranici. Trebalo bi naglasiti da u SAD-u direktiva ili živuća oporuka nisu dovoljni da bi osigurali da će pacijent biti tretiran po NO protokolu, čak i ako je to bila njegova želja, jer niti direktiva niti živuća oporuka nisu pravno obvezujući dokument.

## Upotreba po zemljama
NO dokumenti su rašireni u nekim zemljama, a nedostupni u drugima. U zemljama u kojima NO nije dostupan, odluka o prekidu reanimacije pripada samo liječnicima.

### Bliski Istok
NO se ne priznaju u Jordanu. Liječnici nastoje reanimirati sve pacijente neovisno o osobnim ili obiteljskim željama. U Izraelu, moguće je potpisati NO obrazac ako pacijent umire i svjestan je svojih postupaka.

### Ujedinjeno Kraljevstvo
U Engleskoj, ako je pacijent sposoban donositi odluke prema Zakonu o mentalnom kapacitetu iz 2005., samo pacijent može dati informirani pristanak za NO u bolnici za bilo koji medicinski postupak; ako to nisu sposobni, rođake će se često iz poštovanja pitati za mišljenje ali ono neće imati pravno obvezujući učinak na liječničku odluku. U toj situaciji, dužnost je liječnika djelovati u najboljem interesu pacijenta, značilo to nastavak ili prekid tretmana, prema njihovoj kliničkoj procjeni. Kao alternativu, pacijent može specificirati svoje želje ili prenijeti moć donošenja odluka na opunomoćenika koristeći direktivu o postupanju u budućnosti, koje se često još nazivaju živućim oporukama.

### SAD
U SAD-u osobito je komplicirana dokumentacija, te svaka država prihvaća drugačije obrasce, a direktive o budućem postupanju i živuće oporuke nisu prihvaćene od strane hitne medicinske službe kao pravno važeći obrasci. Ako pacijent ima živuću oporuku u kojoj piše da ne želi da ga se oživljava, ali nema ispravno ispunjen formular koji je odobrila država i potpisao i liječnik, hitna medicinska pomoć će pokušati oživljavanje. To je malo poznata činjenica i liječnici primarne zdravstvene skrbi mogu stoga na pacijentima primijeniti tretmane koje oni ne žele. Ovaj zakon se evaluira kako bi se ustvrdila njegova ustavnost. NO odluka pacijenta prvi je puta osporavana 1976. u In re Quinlanu. Vrhovni sud New Jerseyja se držao prava roditelja Karen Ann Quinlan da je skinu s umjetne ventilacije. Godine 1991. kongres je izglasao zakon o samo-određenju pacijenta koji je zahtijevao od bolnica da poštuju odluke pacijenta o svojoj zdravstvenoj njezi. 49 saveznih država dozvoljava bližnjima da donose medicinske odluke kod svojih rođaka koji to nisu u mogućnosti, osim Missourija. Missouri ima statut o živućoj oporuci koji zahtijeva potpisanu direktivu o postupcima u budućnosti, ovjerenu od dva svjedoka u kojoj se traži NO/NI status u bolnici.
U SAD-u, kardiopulmonalno oživljavanje i napredno kardijakalno održavanje života neće se provesti ako postoji napisana oznaka NO. Mnoge američke savezne države ne prepoznaju živuće oporuke ili zdravstvene opunomoćenike u prehospitalnom okviru i prehospitalno osoblje bi u takvom slučaju bilo obvezno pokrenuti postupke oživljavanja osim ako nije ispunjen i odobren od strane liječnika poseban obrazac koji je država odobrila.

## Provedena istraživanja
Istraživanja koja je proveo Dana-Faber Institut za rak pokazala su da će religiozni pacijenti koji se redovito mole tri puta vjerojatnije poticati doktore da učine sve što mogu kako bi ih održali na životu od nereligioznih osoba.